# 英格爾貝特一世 (拿騷)
英格爾貝特一世（德語：Engelbert I. von Nassau，1370年—1442年5月3日），拿騷伯爵，約翰一世與馬克伯爵阿道夫二世的女兒瑪格麗塔之子。

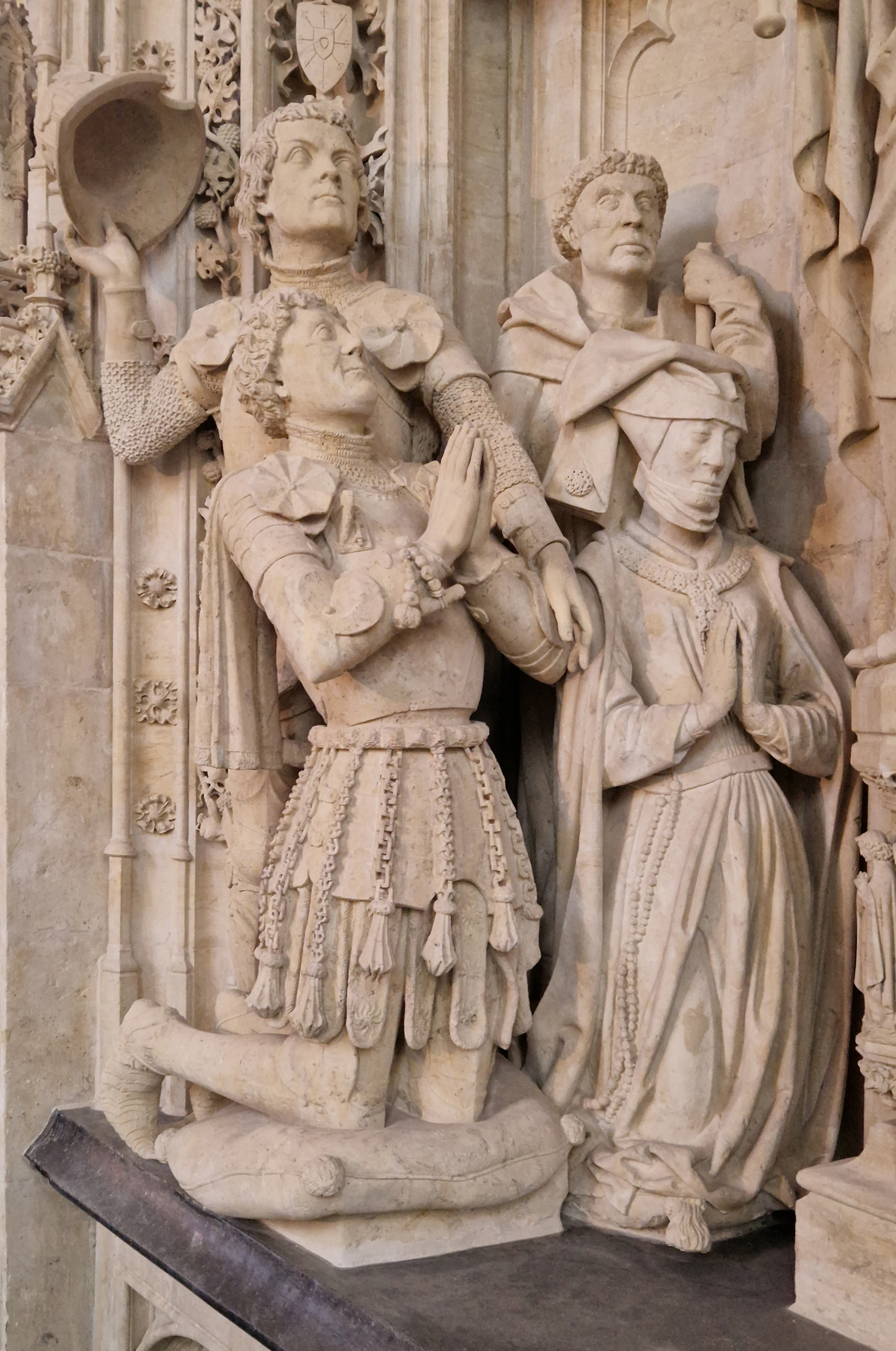
英格爾貝特一世

英格爾貝特的妻子是約翰娜·范·波拉嫩，有二子一女。
- 約翰四世（1410—1475）
- 亨利二世（1414—1451）
- 瑪麗（1418—1472）